# Sung Yu-chi
Sung Yu-Chi (Taipei County, 16 de janeiro de 1982) é um taekwondista taiwanês.
Sung Yu-Chi competiu nos Jogos Olímpicos de 2008, na qual conquistou a medalha de bronze.